# Розслідувальна журналістика в Україні
Розслідувальна журналістика в Україні — професійна діяльність журналістів в Україні, спрямована на дослідження та публікацію суспільно-важливої інформації, що приховується її носіями. Зокрема, основною відмінністю розслідувальної журналістики в Україні є характер інформації та способи її отримання. 
Першою розслідувальною програмою в Україні на центральному телебаченні можна вважати програму соціальних розслідувань "Гроші" на телеканалі 1+1. Попри існування і роботи колективу під час правління Віктора Януковича, яке характеризувалося жорсткою цензурою, програма здійснило низку резонансних розслідувань. Щоправда, багато сюжетів, що стосувалися правлячої еліти так і не побачило світ, одразу ж після втечі президента Януковича, сюжети, що були цензуровані, було видано в ефір.   
Журналістські розслідування в Україні користуються великою популярністю . Найпопулярніші за переглядами в Інтернеті колективи журналістів-розслідувачів — "Наші Гроші" з Денисом Бігусом та Схеми: корупція і деталях.
Єдиний моніторинг якості журналістських досліджень (методологія), який припинив своє існування в січні 2019 року — це моніторинг журналістських телерозслідувань від української громадської організації Детектор медіа. 